# 류만수 (독립운동가)

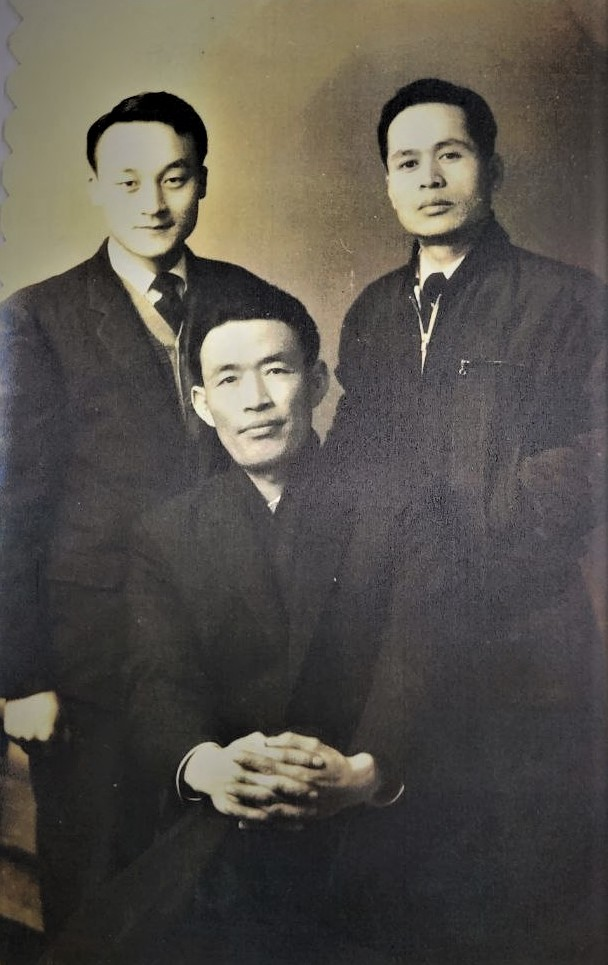
부민관 폭파 의거의 세 주역. 사진 왼쪽부터 강윤국, 류만수, 조문기 지사

류만수(柳萬秀, 1923년 ~ 1975년)는 한국의 독립운동가이며, 한국의 무장 의열독립운동의 마지막 의거라고 할 수 있는 부민관 폭파사건을 주도한 사람이다.

## 생애
일찍이 일본으로 건너가서 노동자로 생활했으며 1943년 5월 일본 천기에 있는 일본강관주식회사에 취업 중인 한국인 노무자들이 차별대우에 시달리자 민족차별에 반대하는 농성시위를 일으키는 데 주도적 역할을 하였다. 이후 동 회사에 강제 수용되어 생활하다가 회사를 탈출한 뒤 일본내의 노무자 단체를 전전하면서 일본으로 강제 징용되어 온 한국동포의 구출활동을 한 후 귀국하였다.
1945년 5월 대한애국 청년당의 단원중 맡형 격인 유씨는 강윤국, 조문기 등과 함께 대한애국청년당 비밀결사를 주도적으로 결성하고 단원들에 의해 의장에 피선되었다. 이후 유씨는 동지들과 함께 대의당의 박춘금이 아시아민족분격대회를 개최한다는 공고문과 보도자료를 보고 강윤국, 조문기 등과 함께 대회를 무산시키고 민족정기를 대내외에 천명하기로 결의하였다. 유씨는 탁월한 기술력으로 서울 이웃 수색 변전소에 노동자로 잠입하여 사제폭탄 제조에 쓸 다이너마이트를 입수한 뒤 경기 안성 부친의 집에서 수차례 실험끝에 사제 시한폭탄제조에 성공하였다. 이후 조문기 강윤국 등과 함께 부민관에 잡입하여 사제 폭탄 2개를 연단과 복도, 화장실 등에 장치하여 폭발시킴으로써 대회를 무산시켰다.
이 사건은 한국의 독립운동에 민족적 의열투쟁의 대미를 장식한 쾌거이며 일제에 항거한 마지막 항일 무장 독립운동으로 기록되고 있다. 유씨는 이승만의 남한만의 단독 정부 수립에 반대하고 1959년에는 이승만 암살 음모 사건에 연루되는 등 대한민국 역대 정권과의 불화로 역사에 잊혀져가며 쓸쓸한 최후를 맞이했다. 그는 생전에 정통성 없는 정부로부터의 독립유공자 서훈을 반대하였고, 정부는 1975년에 그가 사망한 뒤 1990년에 이르러서야 건국훈장 애국장을 추서했다.

## 같이 보기
- 강윤국
- 조문기
- 박춘금
- 부민관
- 대한애국청년당
- 대의당